# Panamaische Fußballnationalmannschaft/Weltmeisterschaften
Der Artikel beinhaltet eine ausführliche Darstellung der panamaischen Fußballnationalmannschaft bei Weltmeisterschaften und den Qualifikationen dazu. Panama konnte sich im Oktober 2017 erstmals für die im folgenden Jahr stattgefundene WM-Endrunde qualifizieren.

## Überblick
Bei Fußball-Weltmeisterschaften wara Panama erstmals 2018 qualifiziert.
| Jahr | Gastgeberland  | Teilnahme bis …    | Letzte(r) Gegner         | Ergebnis | Trainer            | Bemerkungen und Besonderheiten |
| ---- | -------------- | ------------------ | ------------------------ | -------- | ------------------ | --- |
| 1930 | Uruguay        | nicht teilgenommen |                          |          |                    | Kein FIFA-Mitglied |
| 1934 | Italien        | nicht teilgenommen |                          |          |                    | Kein FIFA-Mitglied |
| 1938 | Frankreich     | nicht teilgenommen |                          |          |                    | Kein FIFA-Mitglied, Beitritt erst 1938 |
| 1950 | Brasilien      | nicht teilgenommen |                          |          |                    | |
| 1954 | Schweiz        | nicht teilgenommen |                          |          |                    | |
| 1958 | Schweden       | nicht teilgenommen |                          |          |                    | |
| 1962 | Chile          | nicht teilgenommen |                          |          |                    | |
| 1966 | England        | nicht teilgenommen |                          |          |                    | |
| 1970 | Mexiko         | nicht teilgenommen |                          |          |                    | |
| 1974 | Deutschland    | nicht teilgenommen |                          |          |                    | |
| 1978 | Argentinien    | nicht qualifiziert |                          |          |                    | In der Qualifikation in der ersten Runde der Zentralamerikanischen Zone an Guatemala und El Salvador gescheitert, die sich aber auch nicht qualifizieren konnten |
| 1982 | Spanien        | nicht qualifiziert |                          |          |                    | In der Qualifikation der zentralen Zone Mittelamerikas an Honduras und El Salvador gescheitert, die sich dann später auch für die WM qualifizierten |
| 1986 | Mexiko         | nicht qualifiziert |                          |          |                    | In der Qualifikation in der ersten Runde durch zwei Niederlagen an Honduras gescheitert, das sich aber auch nicht für die Endrunde qualifizieren konnte |
| 1990 | Italien        | nicht qualifiziert |                          |          |                    | In der Qualifikation an Costa Rica gescheitert, das sich dann auch erstmals für die WM qualifizieren konnte |
| 1994 | USA            | nicht qualifiziert |                          |          |                    | In der Qualifikation wieder in der ersten Runde an Costa Rica gescheitert, das sich aber auch nicht qualifizieren konnte |
| 1998 | Frankreich     | nicht qualifiziert |                          |          |                    | In der Qualifikation nach zwei Siegen in der ersten Runde gegen Belize, in der zweiten Runde an Kanada und El Salvador gescheitert, die sich dann in der dritten Runde nicht qualifizieren konnten |
| 2002 | Südkorea/Japan | nicht qualifiziert |                          |          |                    | In der Qualifikation in der CONCACAF-Zwischenrunde an Mexiko und Trinidad und Tobago gescheitert, das sich aber auch nicht qualifizieren konnte |
| 2006 | Deutschland    | nicht qualifiziert |                          |          |                    | In der Qualifikation in der vierten Runde an den USA, Mexiko, Costa Rica und Trinidad & Tobago gescheitert. |
| 2010 | Südafrika      | nicht qualifiziert |                          |          |                    | In der Qualifikation in der zweiten Runde an El Salvador gescheitert |
| 2014 | Brasilien      | nicht qualifiziert |                          |          |                    | In der Qualifikation in der vierten Runde an den USA, Costa Rica, Honduras und Mexiko gescheitert. |
| 2018 | Russland       | Vorrunde           | Belgien England Tunesien | 32.      | Hernán Darío Gómez | Nach zwei Niederlagen in den ersten beiden Spielen hatte die Mannschaft vor dem letzten Spiel gegen Tunesien keine Chance mehr, das Achtelfinale zu erreichen. |
| 2022 | Katar          | nicht qualifiziert |                          |          |                    | In der Qualifikation traf die Mannschaft in der ersten Runde auf Anguilla, Barbados, Dominica und die Dominikanische Republik. Mit vier Siegen qualifizierte sich Panama für die zweite Runde, in der sich die Mannschaft gegen Curaçao durchsetzte. In der dritten Runde hatte die Mannschaft aber schon vor dem letzten Spiel keine Chance mehr die WM-Endrunde zu erreichen. |

### Weltmeisterschaften 1930 bis 1974
Die Federación Panameña de Fútbol wurde erst 1937 gegründet, trat 1938 der FIFA bei und bestritt am 2. Februar 1938 das erste Länderspiel. Daher konnte die Mannschaft an den ersten drei Weltmeisterschaften bzw. den Qualifikationen dazu nicht teilnehmen. Aber auch danach verzichtete der Verband bis 1974 auf die Teilnahme.

### Weltmeisterschaft 1978
Zur WM in Argentinien meldete Panama erstmals eine Mannschaft an. In der Qualifikation trat die Mannschaft in der Zentralamerikanischen Zone am 4. April 1976 in Panama-Stadt gegen Costa Rica zu ihrem ersten WM-Qualifikationsspiel an und gewann mit 3:2. Nicht ganz einen Monat später reichte es an gleicher Stelle noch zu einem 1:1 gegen El Salvador. Die Rückspiele gegen beide Mannschaften sowie beide Spiele gegen Guatemala wurden verloren, so dass Panama als Gruppenletzter ausschied. Von den drei Gegnern konnte sich aber letztlich auch keiner für die WM qualifizieren.

### Weltmeisterschaft 1982
In der Qualifikation für die WM in Spanien traf Panama in der Zentralen Zone erneut auf Costa Rica, El Salvador und Guatemala sowie Honduras. Panama konnte nur beim 1:1 im Heimspiel gegen Costa Rica einen Punkt gewinnen und schied damit als Gruppenletzter aus. Die ersten beiden Plätze belegten Honduras und El Salvador, die sich dann beim Final-Turnier für die WM-Endrunde qualifizierten und sich dabei gegen Mexiko durchsetzten.

### Weltmeisterschaft 1986
In der Qualifikation für die zweite WM in Mexiko traf Panama in der ersten Runde auf Honduras und verlor beide Spiele (0:3 im Heimspiel und 0:1 im Rückspiel) und war damit nach zwei Spielen ausgeschieden. Honduras scheiterte dann in der dritten Runde an Kanada, das sich damit zum bisher einzigen Mal qualifizierte.

### Weltmeisterschaft 1990
In der Qualifikation für die zweite WM in Italien traf Panama in der ersten Runde auf Costa Rica. Nach einem 1:1 im Auswärtsspiel wurde das Heimspiel mit 0:2 verloren, womit die Qualifikation für Panama wieder vorzeitig beendet war. Costa Rica qualifizierte sich dann erstmals für die WM-Endrunde, wo die Ticos die Gruppenphase überstanden, aber im Achtelfinale an der Tschechoslowakei scheiterten.

### Weltmeisterschaft 1994
In der Qualifikation für die WM in den USA traf Panama in der ersten Runde erneut auf Costa Rica. Nach einem 1:0-Heimsieg wurde das Rückspiel mit 1:5 verloren. Damit schied Panama erneut früh aus, Costa Rica scheiterte dann in der zweiten Runde an Mexiko und Honduras, das aber die dritte Runde nicht überstand. Für Mexiko begann dann in den USA eine Serie von sechs Achtelfinalniederlagen.

### Weltmeisterschaft 1998
In der Qualifikation für die zweite WM in Frankreich traf Panama in der ersten Runde erstmals auf Belize und gewann beide Spiele (2:1 und 4:1). In der folgenden Halbfinalrunde konnte Panama nur das Heimspiel gegen Kuba gewinnen und in den Heimspielen gegen El Salvador und Kanada, gegen das auch erstmals gespielt wurde, je einen Punkt holen. Da alle drei Auswärtsspiele verloren wurden, reichte es nur zum dritten Platz. El Salvador und Kanada belegten dann in der Finalrunde nur die Plätze 5 und 6, die nicht zur WM-Teilnahme berechtigten.

### Weltmeisterschaft 2002
Vier Jahre später setzte sich Panama in der CONCACAF-Vorrunde der Qualifikation für die erste WM in Asien zusammen mit Honduras gegen Nicaragua durch, das alle Spiele verlor. In der Zwischenrunde konnte Panama dann nur beim torlosen Remis im Heimspiel gegen Kanada einen Punkt holen und beim 1:7 in Mexiko das einzige Tor erzielen. Als Gruppenletzter schied Panama damit aus. Gruppensieger wurde Trinidad und Tobago vor Mexiko. In der CONCACAF-Finalrunde wurde Trinidad und Tobago dann aber Letzter, wogegen sich Mexiko erneut qualifizierte.

### Weltmeisterschaft 2006
In der Qualifikation für die zweite WM in Deutschland musste Panama erst in der zweiten Runde antreten und traf in Hin- und Rückspiel auf St. Lucia. Mit zwei Siegen (4:0 und 3:0) wurde die dritte Runde erreicht. Hier waren die USA, Jamaika und El Salvador die Gegner. Mit je zwei Siegen, Remis und Niederlagen qualifizierte sich Panama zusammen mit Gruppensieger USA für die vierte Runde. In dieser trafen beide auf Costa Rica, Guatemala, Mexiko und Trinidad & Tobago. Panama startete mit einem 0:0 gegen Guatemala und konnte auch im zweiten Heimspiel gegen Mexiko mit einem 1:1 einen Punkt gewinnen. Alle anderen Spiele wurden verloren. Gruppensieger wurde die USA vor Mexiko und Costa Rica, die sich damit direkt für die WM qualifizierten. Trinidad & Tobago konnte dann in den Playoffs gegen den Asien-Fünften Bahrain auch noch und zum bisher einzigen Mal das WM-Ticket buchen. Bei der Endrunde konnte von dem Quartett aber lediglich Mexiko ein Spiel gewinnen und die K.-o.-Runde erreichen, scheiterte dort aber an Argentinien.

### Weltmeisterschaft 2010
Noch schlechter für Panama verlief die Qualifikation für die erste WM in Afrika. Zwar waren sie wieder direkt für die zweite Runde qualifiziert, in der sie auf El Salvador trafen, aber nach einem 1:0-Heimsieg wurde das Rückspiel mit 1:3 verloren. El Salvador stieß dann bis in die vierte Runde vor, verpasste dort aber als Fünfter das WM-Ticket.

### Weltmeisterschaft 2014
In der Qualifikation für die zweite WM in Brasilien konnte sich Panama dann deutlich steigern. Zunächst wurde die zweite Runde gegen Nicaragua und Dominica – gegen das erstmals gespielt wurde – mit vier Siegen überstanden. In der dritten Runde setzte sich Panama zusammen mit der punktgleichen Mannschaft aus Honduras gegen Kanada und Kuba durch. In der vierten Runde wurde aber hinter den USA, Costa Rica, Honduras und Mexiko nur der fünfte Platz belegt. Dabei verpassten sie den vierten Platz erst am letzten Spieltag im Heimspiel gegen die USA, die bereits qualifiziert war. Panama führte bis zur 90. Minute mit 2:1 und wäre damit bei gleicher Punktzahl und Tordifferenz wie Mexiko, aber mehr geschossenen Toren (10 gegenüber 7) als Gruppenvierter für die Interkontinental-Playoffs gegen Neuseeland qualifiziert gewesen. Dann schossen die USA innerhalb von zwei Minuten in der Nachspielzeit noch zwei Tore, so dass Panama mit 2:3 verlor und noch hinter Mexiko zurückfiel. Mexiko setzte sich dann in den Interkontinental-Playoffs gegen Neuseeland durch und fuhr zur WM. Bei der WM war dann Costa Rica die beste CONCACAF-Mannschaft. Zunächst setzten sich die Ticos gegen die drei Ex-Weltmeister England, Italien und Uruguay durch und stießen bis ins Viertelfinale vor, wo sie erst im Elfmeterschießen an den Niederländern scheiterten.

### Weltmeisterschaft 2018
Die Qualifikation für die WM in Russland brachte die erste WM-Teilnahme für Panama. Die Qualifikation begann für Panama diesmal erst in der vierten Runde. Zusammen mit Costa Rica setzte sich die Mannschaft gegen Haiti und Jamaika durch. In der fünften Runde trafen dann beide auf Honduras, Mexiko, Trinidad und Tobago sowie die USA. In der ersten Hälfte der Qualifikation gelang Panama nur ein 1:0-Sieg in Honduras. Drei Spiele endeten remis, davon zwei ohne Tore und auswärts wurde zudem mit 0:1 gegen Trinidad und Tobago verloren. Auch die zweite Hälfte verlief ausgeglichen: Zwei Siegen standen zwei Niederlagen gegenüber, zudem gab es ein 2:2 im Heimspiel gegen Honduras. Qualifizieren konnte sich Panama erst am letzten Spieltag durch den 2:1-Sieg gegen die bereits qualifizierten Costa-Ricaner. Dabei war Costa Rica in der 36. Minute mit 1:0 in Führung gegangen. Gabriel Torres in der 52. und Román Torres in der 88. Minute sorgten dann für den Sieg Panamas. Zudem profitierten sie davon, dass die zuvor vor ihnen platzierte Mannschaft der USA ihr Auswärtsspiel gegen den Tabellenletzten Trinidad und Tobago mit 1:2 verlor. Damit hatte Panama mit 9:10 Toren vor der punktgleichen Mannschaft aus Honduras, die aber eine noch schlechtere Tordifferenz hatte, den dritten Platz und damit die direkte Qualifikation für die WM-Endrunde geschafft. Honduras musste in den Playoffs gegen Asienmeister Australien antreten. Durch ein 0:0 und 3:1 konnte sich Australien in diesen Spielen für die WM-Endrunde qualifizieren.
Beim Endrundenturnier in Russland verlor Panama ebenso wie Tunesien seine beiden Auftaktspiele gegen Belgien (0:3) und England (1:6) und schied, ebenso wie Tunesien, bereits nach zwei Vorrundenspielen aus. Das erste WM-Tor für Panama hatte Abwehrspieler Felipe Baloy erzielt. Auch das abschließende dritte Gruppenspiel gegen Tunesien ging mit 1:2 verloren, wobei die Tunesier für alle Tore verantwortlich waren. Damit wurde Panama punktlos Gruppenletzter und schlechtester Teilnehmer. Nach der WM trat Hernán Darío Gómez als Nationaltrainer Panamas zurück und wurde erneut Trainer Ecuadors.

### Weltmeisterschaft 2022
In der Qualifikation traf die Mannschaft in der ersten Runde auf Anguilla, Barbados, Dominica und die Dominikanische Republik. Dabei sollte die Mannschaft daheim gegen Barbados und die Dominikanische Republik sowie auswärts gegen Anguilla und Dominica spielen. Die Spiele fanden wegen der COVID-19-Pandemie erst im März und Juni 2021 statt und auch die Austragungsorte wurden geändert. So spielte Panama in Santo Domingo (Dominikanische Republik) gegen Barbados (1:0) und Dominica (2:1), aber daheim gegen Anguilla (13:0, höchster Sieg der panamaischen Länderspielgeschichte). Durch einen 3:0-Sieg im letzten Spiel gegen die Dominikanische Republik wurde Panama Gruppensieger und spielte dann im Juni gegen Curaçao um einen Platz in der dritten Runde. Mit einem 2:1-Heimsieg und einem torlosen Auswärtsremis wurde die dritte Runde erreicht. Hier traf die Mannschaft ab September 2021 auf Kanada, die USA, Mexiko, Costa Rica, El Salvador und Honduras. Panama konnte fünf Spiele gewinnen, spielte dreimal remis und verpasste durch die fünfte Niederlage am vorletzten Spieltag die WM-Endrunde in Katar. Am letzten Spieltag gelang dann noch ein 1:0-Sieg gegen Gruppensieger Kanada.

## Anteil der im Ausland spielenden Spieler im WM-Kader
| Jahr (Spiele) | Anzahl (Länder) | Spieler (Einsätze) |
| ------------- | --- | --- |
| 2018 (3)      | 20 (2 in Belgien, 2 in Chile, 1 in Costa Rica, 2 in Guatemala, 1 in Honduras, 1 in Kolumbien, 1 in Mexiko (2. Liga), 1 in Peru, 1 in Rumänien, 1 in der Slowakei, 1 in Spanien, 6 in den USA) | Ricardo Ávila (2), José Luis Rodríguez (3); Armando Cooper (2), Gabriel Torres (2); Abdiel Arroyo (2); Felipe Baloy (1), Blas Pérez (2); Luis Ovalle (1); Gabriel Gómez (3); Edgar Bárcenas (3); Luis Tejada (2); Jaime Penedo (3); Éric Davis (2); Ismael Díaz (1); Hárold Cummings, Fidel Escobar (3), Aníbal Godoy (3), Adolfo Machado (1), Michael Murillo (2), Román Torres (3) |

## Spiele
| Alle WM-Spiele |               |          |          |   |                        |              |                             |
| Nr.            | Datum         | Ergebnis | Gegner   |   | Austragungsort         | Anlass       | Bemerkungen                 |
| 1.             | 18. Juni 2018 | 0:3      | Belgien  | * | Sotschi (RUS)          | Gruppenspiel | Erstes Spiel gegen Belgien  |
| 2.             | 24. Juni 2018 | 1:6      | England  | * | Nischni Nowgorod (RUS) | Gruppenspiel | Erstes Spiel gegen England  |
| 3.             | 28. Juni 2018 | 1:2      | Tunesien | * | Saransk (RUS)          | Gruppenspiel | Erstes Spiel gegen Tunesien |